# Eric Goeman
Eric Goeman is een Vlaamse linkse activist. Hij is oprichter van Democratie 2000, de vereniging waarmee hij vanaf 1990 de Gentse Feesten Debatten organiseerde, en voormalig woordvoerder van het antiglobalistische Attac Vlaanderen.
In de jaren 70 was Goeman zanger bij de punkband Basta! die het nummer Abortus vrij, de Vrouw Beslist uitbracht.